# Ару-Иторотс-Олаиби
Ару́-Иторо́тс-Олаиби́ (фр. Aroue-Ithorots-Olhaïby) — коммуна во Франции, находится в регионе Новая Аквитания. Департамент — Атлантические Пиренеи. Входит в состав кантона Пеи-де-Бидаш, Амикюз и Остибар. Округ коммуны — Байонна.
Код INSEE коммуны — 64049.

## География

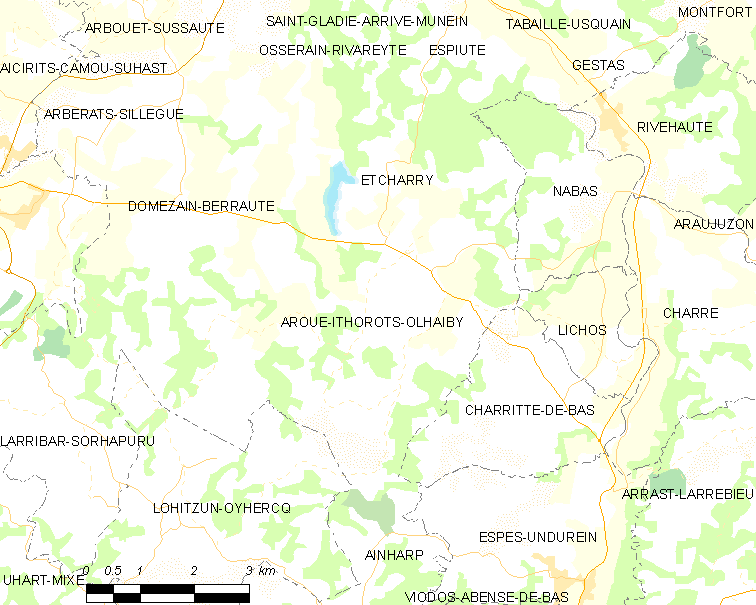
Карта коммуны

Коммуна расположена приблизительно в 670 км к юго-западу от Парижа, в 175 км южнее Бордо, в 45 км к западу от По.

### Климат
Климат тёплый океанический. Зима мягкая, средняя температура января — от +5°С до +13°С, температуры ниже −10 °C бывают редко. Снег выпадает около 15 дней в году с ноября по апрель. Максимальная температура летом порядка 20—30 °C, выше 35 °C бывает очень редко. Количество осадков высокое, порядка 1100 мм в год. Характерна безветренная погода, сильные ветры очень редки.

## Население
Население коммуны на 2010 год составляло 244 человека.
| 1962 | 1968 | 1975 | 1982 | 1990 | 1999 | 2010 |
| ---- | ---- | ---- | ---- | ---- | ---- | ---- |
| 268  | 308  | 286  | 249  | 254  | 230  | 244  |

## Администрация
| Период | Период | Фамилия           | Партия | Примечания |
| ------ | ------ | ----------------- | ------ | ---------- |
| 1953   | 2001   | Франс Дюбоск      |        |            |
| 2001   | 2008   | Марсель Жегю      |        |            |
| 2008   | 2020   | Жан-Паскаль Барне |        |            |

## Экономика
В 2010 году среди 150 человек трудоспособного возраста (15—64 лет) 108 были экономически активными, 42 — неактивными (показатель активности — 72,0 %, в 1999 году было 67,4 %). Из 108 активных жителей работали 100 человек (61 мужчина и 39 женщин), безработных было 8 (3 мужчин и 5 женщин). Среди 42 неактивных 6 человек были учениками или студентами, 25 — пенсионерами, 11 были неактивными по другим причинам.

## Достопримечательности
- Церковь Св. Стефана (XII век)[4].
- Церковь Св. Самсона (XIX век)[5].

## Фотогалерея

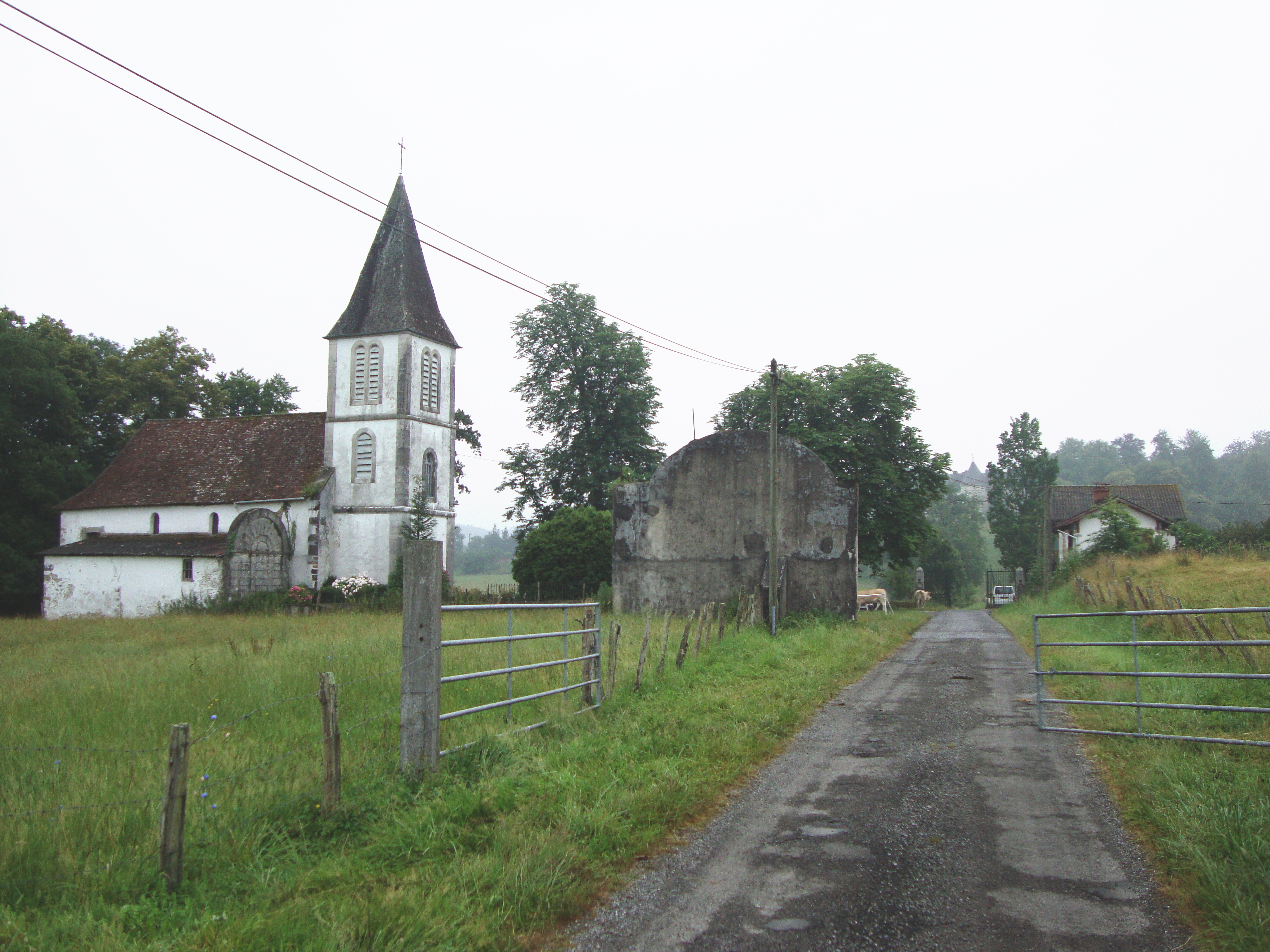
Иторотс
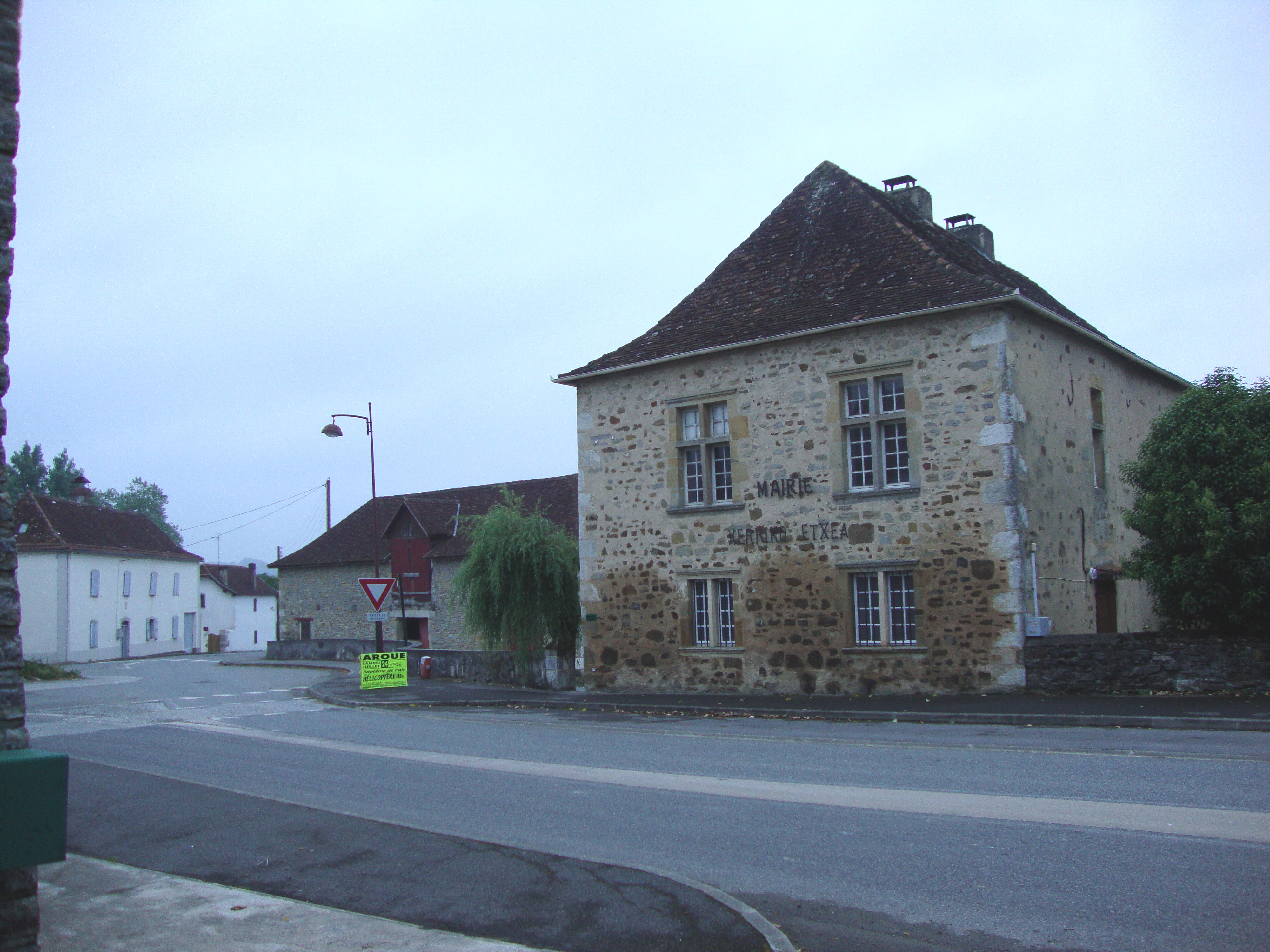
Мэрия в Ару
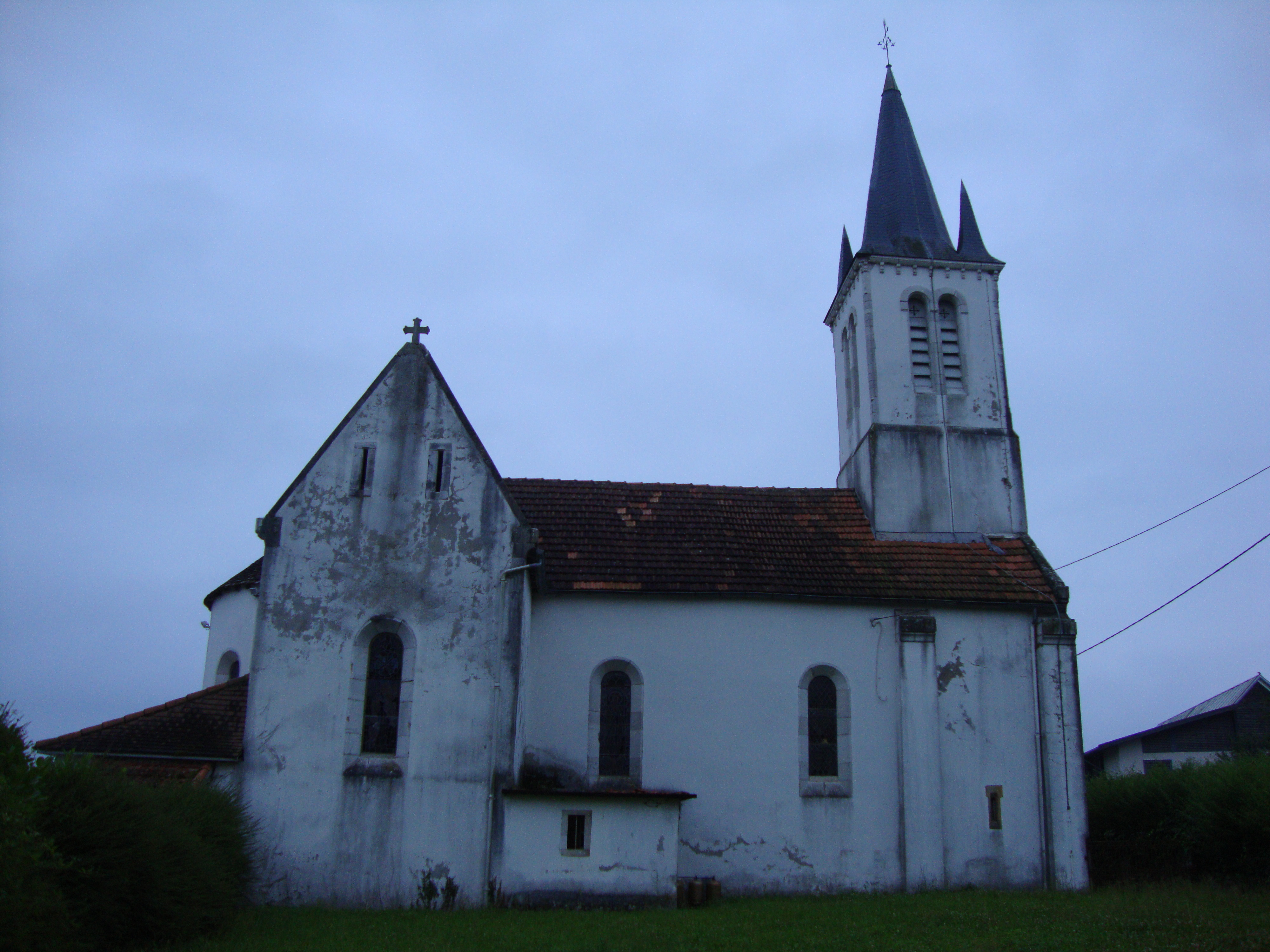
Церковь Св. Стефана
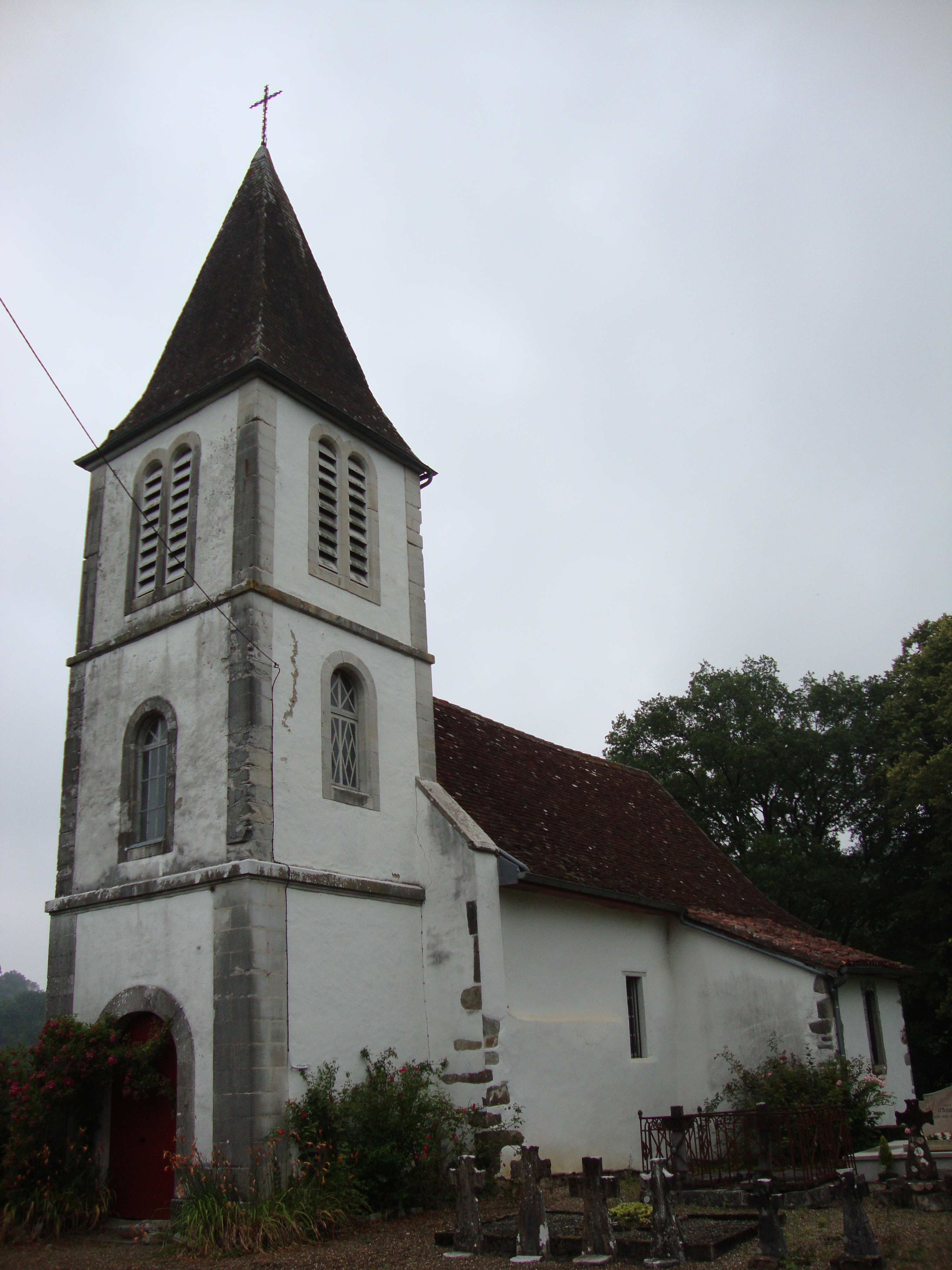
Церковь Св. Самсона
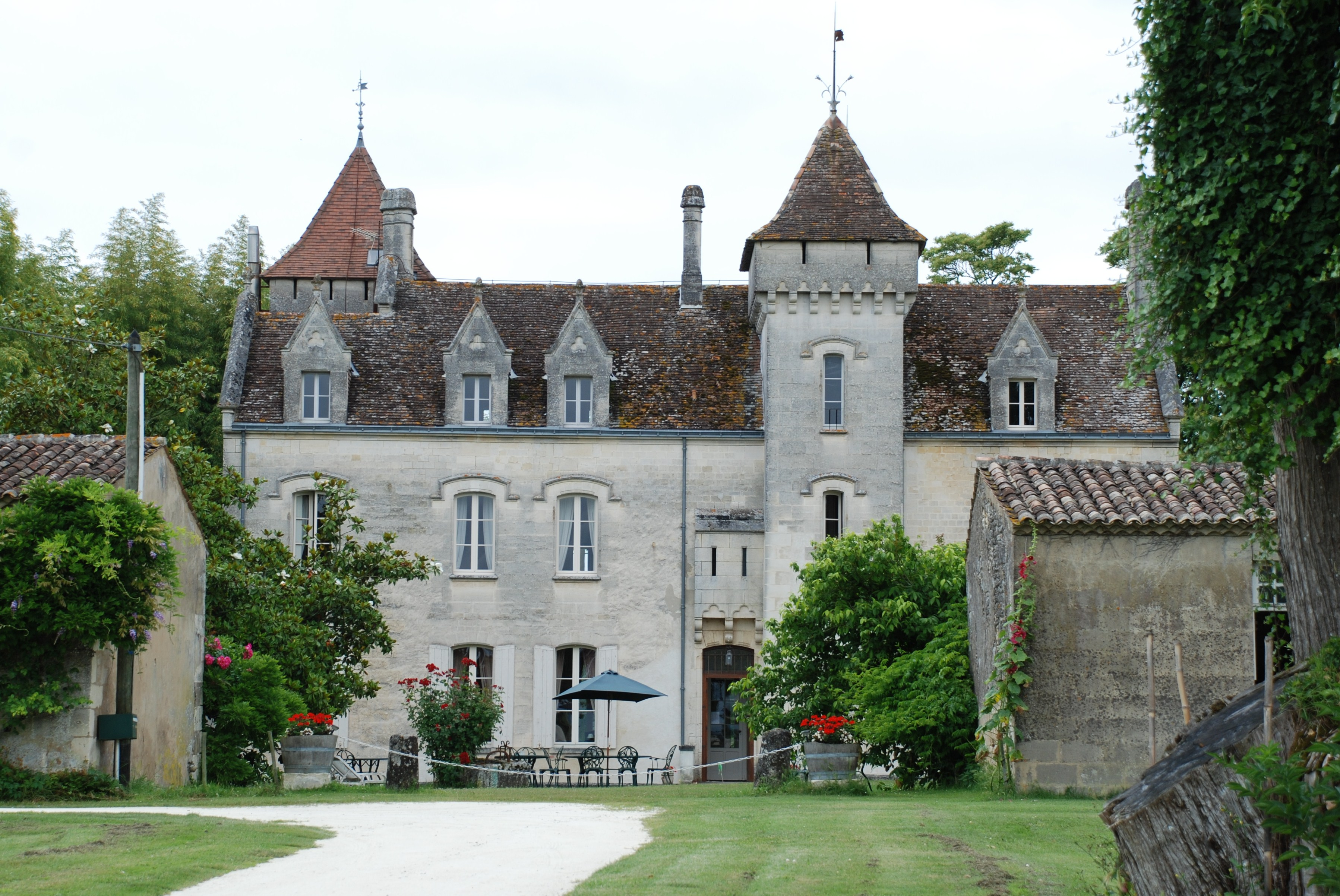
Замок ле Салле
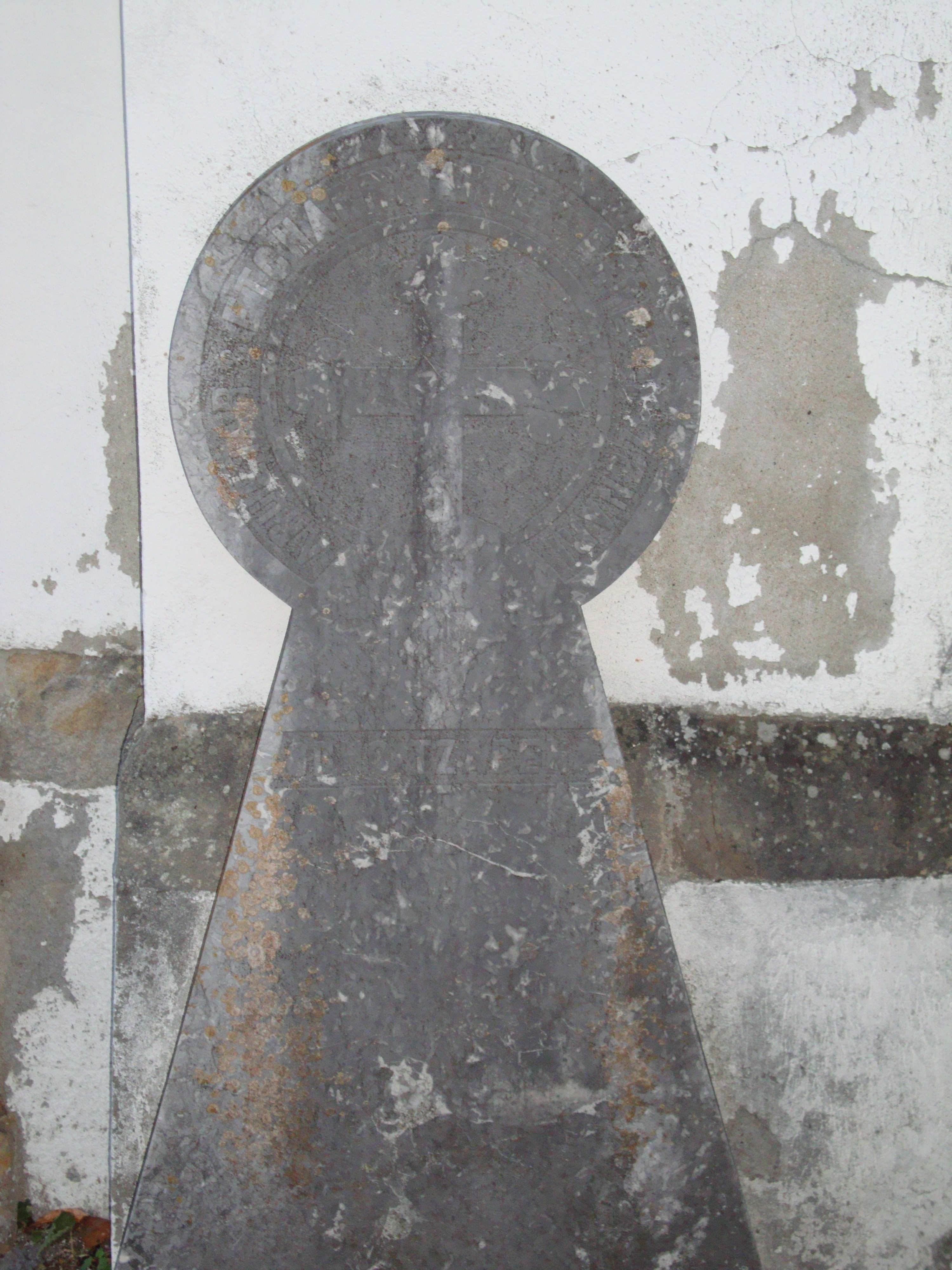
Баскская дискообразная стела
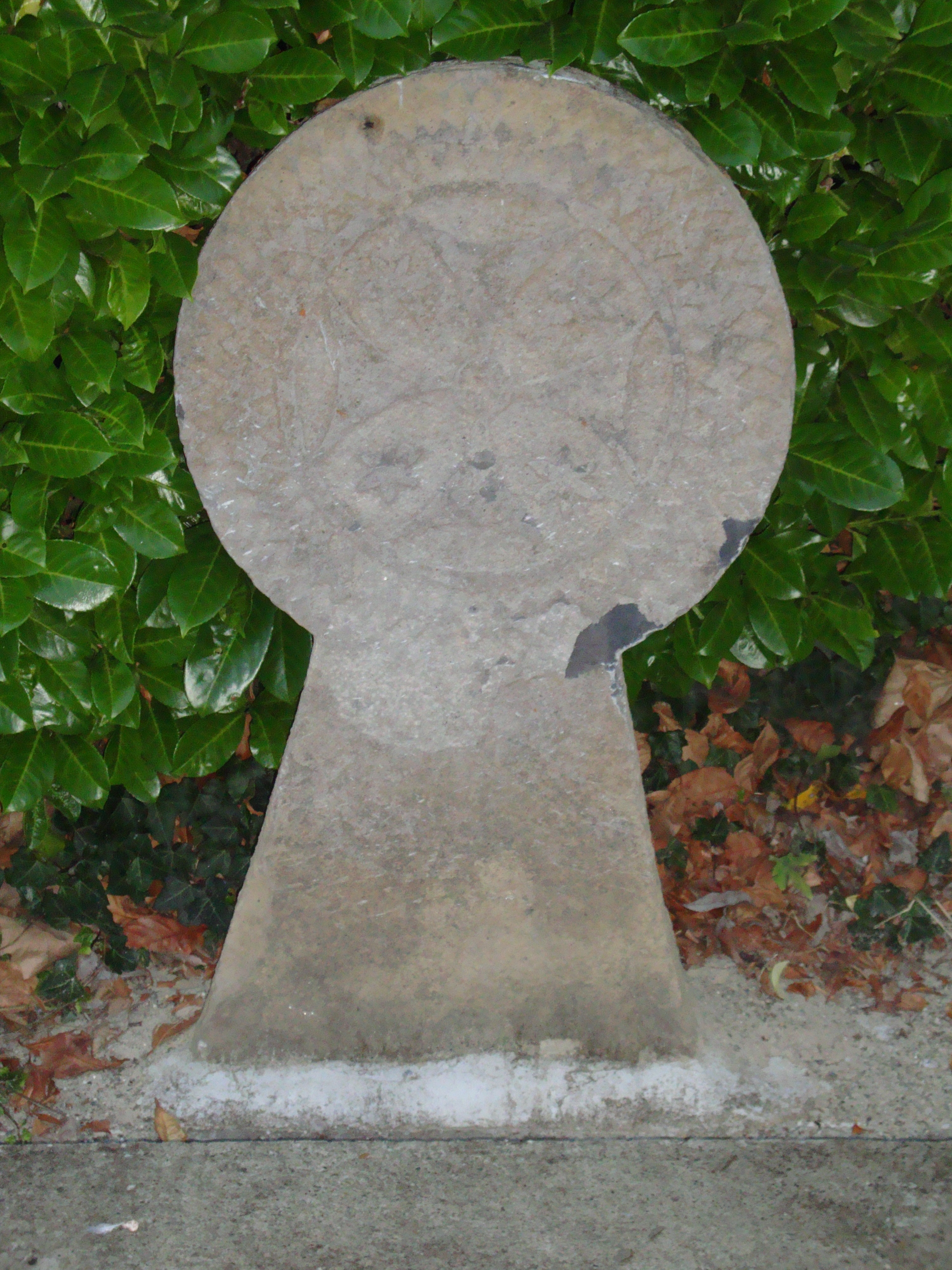
Баскская дискообразная стела